# Ironiclast
Ironiclast es el álbum debut del supergrupo de heavy metal estadounidense The Damned Things. El álbum fue lanzado el 13 de diciembre de 2010 internacionalmente y al día siguiente en Norteamérica. El supergrupo incluye Joe Trohman y Andy Hurley de Fall Out Boy, Scott Ian y Rob Caggiano de Anthrax y Keith Buckley y Josh Newton de Every Time I Die. Newton, sin embargo, era sólo un miembro de la gira de The Damned Things inicialmente, y no escribió ni grabó para Ironiclast. El álbum fue producido por Caggiano y Trohman, y fue lanzado a través de Island Records. 

## Promoción
El 21 de octubre de 2010, la banda lanzó la canción "Friday Night (Going Down In Flames)" de forma gratuita a través de sus páginas de Facebook y Myspace. 
El 25 de octubre de 2010, la banda lanzó el primer sencillo del álbum - "We've Got A Situation Here"- en iTunes. Anteriormente, una demo de la canción, junto con la demo la canción "Ironiclast". fueron liberados en la página de la banda en MySpace, el 30 de mayo de 2010. 
El 1 de diciembre de 2010 se estrenó el videoclip de la canción "We've Got A Situation Here" el cual fue dirigido por Brendon Small. 
El 6 de diciembre de 2010, la canción "Handbook for the Recently Deceased" se subió en GuitarWorld.com para ser descargada en forma gratuita por los usuarios. El 7 de diciembre de 2010, la canción "Black Heart" también se subió para descarga gratuita esta vez en Spin.com.

## Estilo musical
Con este álbum, la banda fue en busca de un Heavy/Rock Clásico, blues-orientado junto a un riff-orientado, tratando de no caer en un sonido exagerado, y la combinación de sus propias bandas, en busca del clásico sonido hard rock combinado con el aspecto pesado que posee Anthrax y Every Time I Die y los coros cargados de gancho de Fall Out Boy. El guitarrista Joe Trohman ha mencionado que el álbum está influenciado por bandas como Led Zeppelin y Thin Lizzy. 

## Recepción
Drew Beringer de AbsolutePunk dio una crítica muy positiva del álbum, diciendo que "es pesado, con hook-laden, y rellenas con riffs enormes. Se trata básicamente de una versión moderna del rock clásico" con una calificación general de 92%. 

## Lista de canciones
Todas las canciones fueron escritas por Trohman, Caggiano y Buckley a excepción de donde se indica
1. "Handbook for the Recently Deceased" 4:16
2. "Bad Blood" 3:22
3. "Friday Night (Going Down in Flames)" 3:49
4. "We've Got a Situation Here" 4:27 (Escrita por Keith Buckley, Scott Ian y Joe Trohman)
5. "Black Heart" 3:18
6. "A Great Reckoning" 4:35 (Escrita por Keith Buckley, Rob Caggiano, Scott Ian y Joe Trohman)
7. "Little Darling" 3:19
8. "Ironiclast" 2:32 (Escrita por Keith Buckley, Scott Ian, Joe Trohman)
9. "Graverobber" 4:51
10. "The Blues Havin' Blues" 4:47

## Créditos
| The Damned Things Keith Buckley - voz principal Rob Caggiano - guitarra líder y rítmica, bajo, voz principal, coros y percusión Andy Hurley - batería Scott Ian - guitarra, rítmica, coros Joe Trohman - guitarra líder y rítmica voz principal y coros, percusión Músicos adicionales Stephanie Alexander - coros Tabitha Feria - coros Nick Raskulinecz - percusión | Arte y diseño The Damned Things - dirección de arte, concepto Patrick Hegarty - coordinador de arte Doug Joswick - producción Mike Mitchell - dirección de arte, concepto Kristen Yiengst - coordinador de arte Grabación y producción Rob Caggiano - ingeniero acústico, producción Ben Terry - Asistente de mezcla Bryan Tara - Artistas y Repertorio Lipschutz Evan - Artistas y Repertorio Joe Trohman - producción |